# 452
| [ Edytuj tabelę ] |                           |
| Cesarz Bizancjum  | - 450 Marcjan 457         |
| Król Franków      | - 447 Meroweusz 457       |
| Władca Guptów     | - 414 Kumaragupta 455     |
| Chan Hunów        | - 434 Attyla 453          |
| Władca Korei      | - 413 Changsu 491         |
| Król Munsteru     | - 431 Nad Froích 453      |
| Papież            | - 440 Leon I 461          |
| Król Persji       | - 439 Jezdegerd II 457    |
| Cesarz Rzymu      | - 425 Walentynian III 455 |
| Król Wandalów     | - 428 Genzeryk 477        |
| Król Wizygotów    | - 451 Toryzmund 453       |

Rok 452 / CDLII
stulecia: IV wiek ~
V wiek ~
VI wiek

lata: 442 «
447 «
448 «
449 «
450 «
451 «
452
» 453
» 454
» 455
» 456
» 457
» 462

## Wydarzenia
- Europa
  - najazd Hunów na Italię
  - założenie Wenecji